# Luftbildkamera

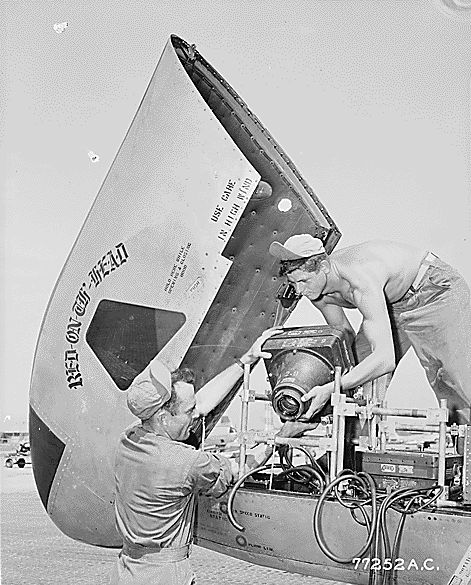
Historische Luftbildkamera K-38 (61 cm Brennweite) in einer Lockheed RF-80A der 15th Tactical Reconnaissance Squadron in Taegu Air Base, 1950

Als Luftbildkameras werden große Spezialkameras der Photogrammetrie bezeichnet, mit denen aus Vermessungsflugzeugen, Kampfflugzeugen sowie Jagdflugzeugen das Gelände fotografisch erfasst und zu Karten oder Plänen ausgewertet wird. Im Regelfall werden zusammenhängende, sich überdeckende Geländestreifen auf präzise gefertigte Fotoplatten, auf Spezialfilmen oder in der Gegenwart digital aufgenommen.
Die Kameras haben eine Steuerungseinrichtung für die Ausrichtung und die Überdeckung der Fotos und einen automatisch arbeitenden Verschluss. Sie werden auch Reihenmesskammern genannt. Die Brennweiten liegen – je nach Verwendungszweck – zwischen etwa 10 und 50 cm, die Lichtstärke bei 1:2 bis 1:5, das Gesichtsfeld bei etwa 20 × 20 cm.
Bei einer Flughöhe von 2.000 bis 5.000 m über Grund kann die Auswertung der Aufnahmen mit Stereokomparatoren einige Zentimeter Genauigkeit erreichen. Auch Aufnahmen im Falschfarben-Modus und auf digitalen Bildträgern sind möglich.
Einer der Pioniere in der Entwicklung von Luftbildkameras war der US-Amerikaner Talbert Abrams.
Die bekanntesten Hersteller in Europa sind Wild Heerbrugg (heute Leica Geosystems) in der Schweiz und Zeiss in Süddeutschland. Im Zweiten Weltkrieg nutzte die Deutsche Luftwaffe für Luftbildaufnahmen die Präzisionskamera Handkammer Hk 12,5/7×9, die die weitere Entwicklung von Luftbildkamera stark beeinflusste. Als ein deutsches Aufklärungsflugzeug 1940 in Schweden notlanden musste, kam die schwedische Luftwaffe in den Besitz einer solchen Kamera. Im Auftrag der schwedischen Regierung fertigte der schwedische Fotograf und Erfinder Victor Hasselblad (1906-1978) nach dem Vorbild dieses Modells seine erste Kamera, die ROSS HK-7.
Die größte bisher in einem Flugzeug eingebaute Kamera war die 1951 von James Baker an der Harvard University konstruierte und von der Boston University gebaute „Boston Camera“. Die 2950 kg wiegende Kamera flog lediglich in einer 1954 entsprechend umgebauten Convair RB-36D (USAF-Seriennr. 44-92088). Bereits 1955 wurde sie wieder ausgebaut, um anschließend in einer Convair XC-99 installiert zu werden; bevor sie schließlich 1964 an das USAF Museum übergeben wurde. Die Brennweite der Kamera beträgt 6096 mm und das Negativformat hat die Abmessungen 18 × 36 Zoll (45,7 × 91,4 cm). Angeblich waren aus einer Höhe von über 13.000 m Aufnahmen eines Golfballs möglich. In dieser Höhe war die Kamera mit einer elektrischen Heizdecke umhüllt.